# Jean-Claude Kibala
Jean-Claude N'Kolde Kibala est un homme politique du Congo-Kinshasa né le 03.06.1965[Passage contradictoire] à Kamituga en RDC.Il né d'une mère allemand et un père congolais, il a été à plusieurs député de Kamituga .   Il occupe le poste de ministre de la Fonction publique dans les gouvernements Matata I et Matata II du 6 avril 2012 au 19 septembre 2015. Il est membre du Mouvement social pour le renouveau (MSR).